# Абрамчук, Михаил Александрович
Михаи́л Алекса́ндрович Абрамчу́к (бел. Міхаіл Аляксандравіч Абрамчук; род. 22 сентября 1992) — белорусский легкоатлет, специалист по толканию ядра. Выступал за сборную Белоруссии по лёгкой атлетике в 2010-х годах, обладатель бронзовой медали молодёжного чемпионата Европы, победитель и призёр первенств национального значения, участник чемпионата Европы в Амстердаме. Мастер спорта Республики Беларусь международного класса.

## Биография
Михаил Абрамчук родился 22 сентября 1992 года.
Занимался лёгкой атлетикой в Специализированной детско-юношеской школе олимпийского резерва в городе Ивацевичи и в Брестском областном комплексном центре олимпийского резерва, был подопечным тренеров М. М. Домаросова, А. А. Шпаковского, Г. Н. Папковой, Д. А. Кунац. Представлял физкультурно-спортивное общество «Динамо».
Впервые заявил о себе на международном уровне в сезоне 2011 года, когда вошёл в состав белорусской сборной и выступил в толкании ядра на юниорском европейском первенстве в Таллине.
В 2012 году в той же дисциплине занял шестое место на Кубке Европы по зимним метаниям в Баре.
В 2013 году выиграл зимний чемпионат Белоруссии в Могилёве, с результатом 19,42 завоевал бронзовую медаль на молодёжном европейском первенстве в Тампере.
Будучи студентом, в 2015 году представлял Белоруссию на Универсиаде в Кванджу, где в конечном счёте стал четвёртым.
В 2016 году занял пятое место на Кубке Европы по метаниям в Араде, выступил на чемпионате Европы в Амстердаме — на предварительном квалификационном этапе толкнул ядро на 19,06 метра, чего оказалось недостаточно для выхода в финал.
В 2017 году показал восьмой результат на чемпионате Европы в помещении в Белграде, принял участие в Кубке Европы по метаниям в Лас-Пальмасе. Также на соревнованиях в Бресте установил свой личный рекорд в толкании ядра на открытом стадионе — 20,16 метра.
За выдающиеся спортивные достижения удостоен почётного звания «Мастер спорта Республики Беларусь международного класса».